# Rabita Baku
 A equipe de voleibol feminino do Rabita Baku (em azeri: Rabitə Bakı) é  um time azeri de voleibol indoor  feminino da cidade de Baku, fundado em 2001, refundado em 2004.

## Histórico
Em 14 de dezembro de 2001 foi criado o “Rabita Volleyball Club”, refundado no ano de 2004 com o nome de “Rabita Bakou Volleyball Club”, na primeira participação na elite nacional terminou em terceiro lugar na edição do campeonato no período de 2002-03, antes da refundação conquistou o vice-campeonato do Campeonato Azeri 2003-04, repetindo o posto nas temporadas de 2003-05, 2005-06, 2006-07, e 2007-08,  sagrando-se campeão nacional pela primeira vez na temporada de 2008-09e na sequencia obteve setes títulos consecutivos, consecutivamente nas temporadas de 2009-10, 2010-11. 2011-12, 2012-13, 2013-14 e 2014-15, ainda se sagrou vice-campeão da Copa Azeri de 2009-10.
Depois mudou o nome do clube para Telekom Baku (Telekom Bakı) sendo vice-campeão na temporada 2015-16 e campeão na jornada 2016-17.Estreou na Challenge Cup na temporada de 2007-08, avançando até a fase das oitavas de final, melhorando o desempenho na edição seguinte de 2008-09  indo até as quartas de final, conquistou o histórico terceiro lugar na Copa CEV 2009-10, 
Na temporada 2010-11 ainda sagrou-se vice-campeão da Copa Azeri  e disputou a Liga dos Campeões da Europa e conquistou o vice-campeonato e conquistando a medalha de ouro inédita do Campeonato Mundial de Clubes de 2011 sediado em Doha.
Na edição da Liga dos Campeões da Europa de 2012-13 cuja fase final ocorreu em Istambulconquistou novamente a medalha de prata e na edição do Campeonato Mundial de Clubes de 2012 realizado novamente em Doha, finalizou com o vice-campeonato.Ainda conquistou a medalha de bronze na Liga dos Campeões da Europa  de 2013-14 cujas finais ocorreram em Baku .
Disputou a edição da Liga dos Campeões da Europa de 2014-15, mas não avançaram da fase de grupos e também disputaram a edição da Copa CEV de 2014-15 e terminou com o terceiro lugar..

## Títulos conquistados
Campeonato Azeri
- Campeão: 2008–09[1], 2009–10[1], 2010–11[1], 2011–12[1], 2012-13[1], 2013-14[1], 2014–15[1] , 2016-17[2]
- Vice-campeão: 2003-04[1], 2004–05[1], 2005–06[1], 2006–07[1], 2007–08[1]e 2015-16[2]
- Terceiro posto: 2002-03[1]

 Copa do Azerbaijão
- Vice-campeão: 2009-10[1] e 2010-11[10]

  Supercopa Azeri
 Mundial de Clubes
- Campeão: 2011[11]
- Vice-campeão: 2012[14]

 Liga dos Campeões da Europa
- Vice-campeão: 2010-11[10] e 2012-13[13]
- Terceiro posto:2013-14[15]

 Copa CEV
- Terceiro posto:2009-10[6] e 2014-15[18]

 Challenge Cup